# (12759) Joule
Pour les articles homonymes, voir Joule (homonymie).
(12759) Joule est un astéroïde de la ceinture principale.

## Description
(12759) Joule est un astéroïde de la ceinture principale. Il fut découvert par Eric Walter Elst le 9 octobre 1993 à l'observatoire de La Silla. Il présente une orbite caractérisée par un demi-grand axe de 3,2209 UA, une excentricité de 0,0713 et une inclinaison de 4,8200° par rapport à l'écliptique.
Il fut nommé en hommage au physicien britannique James Joule (1818-1889).

## Compléments